# George Leonard Wallace
George Leonard Wallace (* 16. Mai 1918 in Walkerston, Queensland; † 30. September 1968 in Southport, Queensland) war ein australischer Schauspieler und Komiker.

## Leben
Der Sohn des Komikers und Schauspielers George Stevenson Wallace stand gleich seinem Vater bereits dreijährig auf der Bühne – er balancierte als „Wee Georgie Wallace“ auf der Hand seines Vaters und sang Go Wash an Elephant if you want to do something big. In seiner Schulzeit trat er in den Ferien als Pantomime, Clown und Sänger auf.
Ab 1932 studierte er Design am Sydney Technical College in Darlinghurst, nebenher dreht er die halbstündige Science-Fiction-Horror-Parodie The Corpse Goes West. 1937 eröffnete er ein eigenes Designstudio. 1941 trat er in die Armee ein und reiste im Folgejahr als Truppenbetreuer der Australian Imperial Force durch Australien, Neuguinea und Neubritannien. 1946 wurde er im Rang eines Lieutenant aus der Armee entlassen.
Mit ehemaligen Mitgliedern seiner Unterhaltungstruppe gründete er die Kangaroosters (später Kangaroos), die 1948 mit der Revue Meet the Girls am Theatre Royal in Brisbane debütierte. Die Show, für die er als Textautor, Arrangeur, Bühnenmaler und regelmäßiger Darsteller arbeitete, wurde bis zur Abschiedsvorstellung am Heiligen Abend 1958 etwa viertausendmal gegeben. Danach übernahm er den Part seines Vaters in einer Show von Harry Wren.
Neben dieser Tätigkeit begann Wallace eine Laufbahn beim Fernsehen. Er trat bei ATN-7' in Curtain Call und bei TCN-9 in Joe Martins Late Show auf, wo er sich nach eigener Aussage fehl am Platz fühlte. Von Alec Kellaway unterstützt begann er 1959 mit Guy Doleman eine Late Show bei TCN-9, die 45 Wochen lief und übernahm dann die Late Show bei BTQ-7.
1961 startete er bei BTQ-7 die Show Theatre Royal, die das geschlossene Vaudeville-Haus im Fernsehen neu belebte. Er schrieb für
die Show bis 1967 mehr als 2500 Sketche und führte sie mit Darstellern wie Eddie Edwards, Dick McCann und Jackie Ellison zum
Erfolg. Von 1962 bis 1967 wurde sie sechs Jahre in Folge von den Zuschauern zur beliebtesten Fernsehshow des Jahres gewählt. Wallace
selbst wurde 1963 mit einem Logie Award als Most Outstanding Actor geehrt. Nach zwei Schlaganfällen starb Wallace im September 1968
in Southport.